# Xiaomi Mi Band
Xiaomi Mi Band este o brățară fitness produsă de Xiaomi, care monitorizează activitatea fizică. Mi Band a fost lansată la 22 iulie 2014 în timpul unui eveniment Xiaomi. 

## Descriere
Mi Band conține un tracker cu afișaj OLED, care are o grosime de aproximativ 9 mm și o lungime de 36 mm. Este inserat într-o brățară hipoalergenică din TPSiV, cu proprietăți anti-UV și anti-microb. Dispozitivul este introdus în încărcătorul de module Xiaomi Fit, care poate fi conectat la o sursă externă de alimentare de 5,0 V.  

Locația benzii și configurările pot fi setate utilizând aplicația oficială Mi Fit 
din Google Play. Se conectează la smartphone prin bluetooth, fiind compatibilă cu modele iPhone și Android. Mi Band poate fi purtată pe ambele mâini, pe gleznă sau la gât.

## Specificații
- Conectivitate: Bluetooth 4.0
- Rezistență la apă: (IP67)
- Autonomie baterie: 30 zile
- Capacitate baterie: 41 mAh
- Sistem de operare compatibil: Android, iOS
- Tehnologie: S.M.A.R.T.

## Activitate monitorizată
- Pași
- Distanța parcursă
- Calitatea somnului
- Calorii arse
- Puls [2]